# Xbox Live Arcade

Offizielles Xbox-Live-Arcade-Logo

Xbox Live Arcade (meist abgekürzt als XBLA) war ein Vertriebs-Kanal, den Microsoft auf der Xbox und Xbox 360 beim Vertrieb von digitalen Spielen genutzt hat. Der Fokus von XBLA lag auf kleineren Spielen die aufgrund geringer Dateigrößen schnell heruntergeladen werden konnten. Es gab außerdem die Möglichkeit, Demos der Spiele kostenlos herunterzuladen.
Auf der Xbox One wurde das Arcade-Branding nicht mehr übernommen, obwohl viele der Spiele aufgrund der Abwärtskompatibilität auch weiterhin darauf erworben und gespielt werden konnten.
Bis Oktober 2016 wurden 719 Xbox-Live-Arcade-Titel für die Xbox 360 veröffentlicht, davon 27 für die ursprüngliche Xbox. Nach der Schließung der Xbox-Live-Dienste für die ursprüngliche Xbox am 15. April 2010 und des Xbox Games Store am 29. Juli 2024 wird das Xbox-Live-Arcade-Branding praktisch nicht mehr genutzt.

## Gamerscore
Bei einem Arcade-Spiel kann der Spieler bei maximal 12 Erfolgen 200 Gamerscorepunkte erspielen, durch zusätzliche, kostenpflichtige Erweiterungen erhöht sich die maximal erreichbare Punktzahl für ein Arcade-Spiel auf 250 Gamerscore-Punkte. Seit dem 1. Juni 2012 lassen sich in den Xbox-Live-Arcade-Spielen sogar bis zu 400 Punkte freispielen. Das Spiel darf aber nicht mehr als maximal 30 Erfolge umfassen.
Bei einem „normalen“ Xbox-360-Spiel sind es jedoch meist 1000 Punkte, die Zahl der Erfolge variiert. Bei einzelnen Titeln wurden inzwischen jedoch durch Downloadinhalte auch weitere Gamerscore-Punkte freigeschaltet, so dass in Einzelfällen auch mehr als 1000 Punkte bei einem Spiel gesammelt werden können.

## Geschichte
Der Xbox Live Arcade Service wurde auf der E3 2004 angekündigt und ging auf der Original Xbox im Oktober 2004 in Japan (unter dem Namen Xbox Arcade) und im Rest der Welt am 3. Dezember 2004 Online. Man musste Die Xbox-Live-Arcade-Disc auf der Website von Microsoft bestellen oder das offizielle Xbox Magazin kaufen. Auch wurde die Disc als Beigabe zu Spielen dazugegeben. Manche Discs kam mit einer Gratis Version von Ms. Pac-Man, weitere Spiele kosteten zwischen 5 und 15 USD. Insgesamt wurden 38 Spiele für Xbox Live Arcade auf der Original Xbox angeboten, 11 davon exklusiv in Japan.
Der Service ging mit dem Start der Xbox 360 am 22. November 2005 auch dort online. Schon kurz darauf zeigte sich, dass das Konzept ein enormes Potential hat und so wurde bald der Arcade Wednesday eingeführt. Seitdem wurden alle Spiele an einem Mittwoch veröffentlicht. 
Am 29. Juli 2024 wurde der Service eingestellt. Auf den Konsolen Xbox One und Xbox Series können weiterhin Spiele digital erworben werden, dieser Service heißt jedoch dort nicht "Xbox Live Arcade".

## Spiele
Am 19. September 2007 gab Microsoft die weltweit 10 am häufigsten verkauften XBLA-Spiele bekannt: Aegis Wing, Uno, Texas Hold 'em, Geometry Wars: Retro Evolved, Bankshot Billiards 2, Street Fighter II: Hyper Fighting, Teenage Mutant Ninja Turtles 1989 Classic Arcade, Worms, Castlevania: Symphony of the Night, and Contra.
Nachfolgend eine Liste erschienener Xbox-Live-Arcade-Spiele (Auszug):
| Kategorie                         | Titel                        | Entwickler              | Veröffentlichung    | Preis            | Live-Features* |
| Action Arcade                     |                              |                         |                     |                  |                |
| --------------------------------- | ---------------------------- | ----------------------- | ------------------- | ---------------- | -------------- |
| Action Arcade                     | Aces of the Galaxy           | Sierra Online           | 4. Juni, 2008       | 800 Points       | LB, M, CO      |
| Action Arcade                     | Alien Hominid                | The Behemoth            | 28. Februar, 2007   | 800 Points       | LB, M, CO      |
| Action Arcade                     | Arkadian Warrior             | Sierra Online           | 12. Dezember, 2007  | 800 Points       | LB, CO         |
| Action Arcade                     | Assault Heroes               | Sierra Online           | 13. Dezember, 2006  | 400 Points       | LB, CO         |
| Action Arcade                     | Assault Heroes 2             | Sierra Online           | 14. Mai, 2008       | 800 Points       | LB, CO         |
| Action Arcade                     | Band of Bugs                 | Ninja Bee               | 20. Juni, 2007      | 800 Points       | LB, M, CO      |
| Action Arcade                     | Battlestar Galactica         | Sierra Online           | 24. Oktober, 2007   | 800 Points       | LB, M          |
| Action Arcade                     | Bionic Commando Rearmed      | Capcom                  | 13. August, 2008    | 800 Points       | LB             |
| Action Arcade                     | Castle Crashers              | The Behemoth            | 27. August, 2008    | 1200 Points      | LB, M, CO      |
| Action Arcade                     | Cloning Clyde                | NinjaBee                | 19. Juli, 2006      | 800 Points       | LB, M, CO      |
| Action Arcade                     | Crystal Quest                | Stainless Games         | 7. Februar, 2006    | 400 Points       | LB, DC         |
| Action Arcade                     | Doom                         | id Software             | 27. September, 2006 | 800 Points       | LB, M, CO      |
| Action Arcade                     | Feeding Frenzy               | Sprout Games            | 15. März, 2006      | 400 Points       | LB             |
| Action Arcade                     | Geometry Wars: Retro Evolved | Bizarre Creations       | 22. November, 2005  | 400 Points       | LB             |
| Action Arcade                     | Marble Blast Ultra           | GarageGames             | 25. Januar, 2006    | 800 Points       | LB, M          |
| Action Arcade                     | Mutant Storm Reloaded        | PomPom Games            | 22. November, 2005  | 800 Points       | LB, CO         |
| Action Arcade                     | Schizoid                     | Torpex Games            | 09. Juli, 2008      | 800 Points       | LB, CO, M      |
| Action Arcade                     | Wik and the Fable of Souls   | Reflexive Entertainment | 15. Dezember, 2005  | 800 Points       | LB, M          |
| Action Arcade                     | Worms                        | Team 17                 | 7. März, 2007       | 400 Points       | LB, M, C       |
| Freizeitsport                     |                              |                         |                     |                  |                |
| 3D Ultra Mini Golf Adventures     | Sierra Online                | 18. April, 2007         | 400 Points          | LB, M            |                |
| Bankshot Billiards 2              | PixelStorm                   | 22. November, 2005      | 1200 Points         | LB, M, C         |                |
| Brain Challenge                   | Microsoft Game Studios       | 12. März, 2008          | 800 Points          | LB, M            |                |
| Karten- und Brettspiele           |                              |                         |                     |                  |                |
| Hardwood Backgammon               | Silver Creek                 | 8. Dezember, 2005       | 400 Points          | LB, M, C         |                |
| Hardwood Hearts                   | Silver Creek                 | 8. Dezember, 2005       | 400 Points          | LB, M, CO, C     |                |
| Hardwood Spades                   | Silver Creek                 | 8. Dezember, 2005       | 400 Points          | LB, M, CO, C     |                |
| Texas Hold’em                     | TikGames                     | 23. August, 2006        | 800 Points          | LB, M            |                |
| TotemBall                         | Strange Flavour              | 4. Oktober, 2006        | Gratis              | CO,C, DC         |                |
| UNO                               | Carbonated Games             | 9. Mai, 2006            | 400 Points          | LB, M, CO, C, DC |                |
| Spielhallenklassiker              |                              |                         |                     |                  |                |
| 1942: Joint Strike                | Capcom                       | 23. Juli, 2008          | 800 Points          | LB, M, CO        |                |
| Battlezone                        | Atari                        | 16. April, 2008         | 400 Points          | LB, M            |                |
| Contra                            | Konami                       | 8. November, 2006       | 400 Points          | LB, CO           |                |
| Defender                          | Midway                       | 15. November, 2006      | 400 Points          | LB, CO           |                |
| Dig Dug                           | Namco                        | 11. Oktober, 2006       | 400 Points          | LB               |                |
| Double Dragon                     | Razerworks                   | 9. Mai, 2007            | 400 Points          | M, CO            |                |
| Frogger                           | Konami                       | 12. Juli, 2006          | 400 Points          | LB, M, CO        |                |
| Galaga                            | Namco                        | 26. Juli, 2006          | 400 Points          | LB               |                |
| Gauntlet                          | Midway                       | 22. November, 2005      | 400 Points          | LB, CO           |                |
| Joust                             | Midway                       | 22. November, 2005      | 400 Points          | LB, CO           |                |
| Pac-Man                           | Namco                        | 9. August, 2006         | 400 Points          | LB               |                |
| Robotron: 2084                    | Midway                       | 6. Januar, 2006         | 400 Points          | LB, CO           |                |
| Scramble                          | Konami                       | 13. September, 2006     | 400 Points          | LB               |                |
| Smash TV                          | Midway                       | 22. November, 2005      | 400 Points          | LB, CO           |                |
| Street Fighter II                 | Capcom                       | 2. August, 2006         | 800 Points          | LB, M            |                |
| Time Pilot                        | Konami                       | 30. August, 2006        | 400 Points          | LB, M            |                |
| Ultimate Mortal Kombat 3          | Midway                       | 21. Oktober, 2006       | 800 Points          | LB, M            |                |
| Castlevania Symphony of the Night | Konami                       | 21. März, 2007          | 800 Points          | LB               |                |
| Streets of Rage II                | Sega                         | 29. August, 2007        | 400 Points          | LB, M, CO        |                |
| Puzzle-Spiele                     |                              |                         |                     |                  |                |
| AstroPop                          | PopCap Games                 | 22. März, 2006          | 800 Points          | LB               |                |
| Bejeweled 2                       | PopCap Games                 | 22. November, 2005      | 800 Points          | LB               |                |
| Hexic HD                          | Microsoft Game Studios       | 22. November, 2005      | Gratis (auf HDD)    | LB               |                |
| Jewel Quest                       | iWin Games                   | 8. März, 2006           | 800 Points          | LB               |                |
| Lumines Live!                     | Q Entertainment              | 18. Oktober, 2006       | 1200+ 800 Points    | LB, M, DC        |                |
| Zuma                              | PopCap Games                 | 22. November, 2005      | 400 Points          | LB               |                |
| Strategie                         |                              |                         |                     |                  |                |
| Outpost Kaloki X                  | NinjaBee                     | 22. November, 2005      | 800 Points          | LB, DC           |                |

(*) Hinweis: LB – Bestenlisten, M – Mehrspieler, CO – Kooperativer Spielmodus, DC – Inhalte zum Herunterladen, C – Unterstützt Kamera